# القضاء العادي الجزائري
القضاء العادي الجزائري هو نظام قضائي يشتمل علي النظام القضائي العادي (المحكمة العليا) و المجالس القضائية و المحاكم.

#### أولا:المحكمة
المحكمة هي الجهة القضائية ذات الاختصاص العام و تعتبر الدرجة الأولى للتقاضي و تتشكل من:
  – رئيس المحكمة
  – نائب رئيس المحكمة
  – القضات
  – قاضي التحقيق أو أكثر
  – قاضي أحداث أو أكثر
  – وكيل الجمهورية ووكلاء الجمهورية مساعدين
  – أمانة الضبط.
تقسم المحكمة إلى الأقسام التالية:
  – القسم المدني
  – قسم الجنح
  – قسم المخالفات
  – القسم الاستعجالي
  – قسم شؤون الأسرة
  – قسم الأحداث
  – القسم الاجتماعي
  – القسم العقاري
  – القسم البحري
  – القسم التجاري.
  – يرأس أقسام المحكمة قضاة حسب تخصصاتهم.
  – تفصل المحكمة بقاضي فرد ما لم ينص القانون على خلاف ذلك.
  – يتم توزيع القضاة على الأقسام أو الفروع عند الاقتضاء بموجب أمر صادر عن رئيس المحكمة بعد استطلاع رأي وكيل الجمهورية.
  يجوز لرئيس المحكمة أن يرأس أي قسم.
  – ينوب رئيس المحكمة في حالة حدوث مانع له نائب رئيس المحكمة، وإذا تعذر ذلك ينوبه أقدم قاضي يعين بموجب أمر من رئيس المجلس.
  – يجوز تمديد الاختصاص المحلي للمحكمة إلى دوائر اختصاص محاكم أخرى (المحاكم ذات الاختصاص القضائي الموسع، الأقطاب الوطنية المتخصصة) في جرائم المخدرات والجريمة المنظمة عبر الحدود الوطنية و الجرائم الماسة بأنظمة المعالجة الآلية للمعطيات و جرائم تبييض الأموال و الإرهاب والجرائم المتعلقة بالتشريع الخاص بالصرف.
– كما أنشأ بموجب القانون رقم 22-13 الصادر في 12/07/2022 المتضمن تعديل قانون الإجراءات المدنية والإدارية المحاكم التجارية المتخصصة والتي تختص في المنازعات الآتية:
  • منازعات الملكية الفكرية،
  • منازعات الشركات التجارية، لا سيما منازعات الشركاء وحل وتصفية الشركات،
  • التسوية القضائية والإفلاس،
  • منازعات البنوك والمؤسسات المالية مع التجار،
  • المنازعات البحرية والنقل الجوي ومنازعات التأمينات المتعلقة بالنشاط التجاري،
  • المنازعات المتعلقة بالتجارة الدولية.

#### ثانيا: المجلس القضائي
يعد المجلس القضائي جهة استئناف عن الأحكام الصادرة عن المحاكم وكذا في الحالات الأخرى المنصوص عليها قانونا و يشمل الغرف الآتية:
  – الغرفة المدنية
  – الغرفة الجزائية
  – غرفة الاتهام
  – الغرفة الاستعجالية
  – غرفة شؤون الأسرة
  – غرفة الأحداث
  – الغرفة الاجتماعية
  – الغرفة العقارية
  – الغرفة البحرية
  – الغرفة التجارية.
  توجد على مستوى كل مجلس قضائي محكمة الجنايات (محكمة جنايات ابتدائية – محكمة جنايات استئنافية) تختص بالفصل في الأفعال الموصوفة جنايات و كذا الجنح و المخالفات المرتبطة بها.
– يمكن أن يضم المجلس القضائي محاكم متخصصة تفصل في المنازعات ذات الطابع التجاري، العقاري والمالي.
ويمكن تقليص عدد الغرف أو تقسيمها إلى أقسام حسب أهمية وحجم النشاط القضائي.
يتشكل المجلس القضائي من:
  1- رئيس المجلس
  2- نائب رئيس المجلس أو أكثر
  3- رؤساء غرف
  4- مستشارين
  5- نائب عام ونواب عامين مساعدين
  6- أمانة الضبط.
• تشكيل الغرف:
  يفصل المجلس القضائي بتشكيلة جماعية ما لم ينص القانون على خلاف ذلك.
  و يحدد رئيس المجلس بموجب أمر توزيع القضاة على الغرف، وعند الاقتضاء على الأقسام في بداية كل سنة قضائية بعد استطلاع رأي النائب العام.
  ويجوز له أن يرأس أية غرفة.
– في حالة حدوث مانع لرئيس المجلس القضائي يستخلفه نائبه وإذا تعذر ذلك ينوبه أقدم رئيس غرفة.

#### ثالثا: المحكمة العليا
• الإطار القانوني:
القانون العضوي رقم 11-12 المؤرخ في 2011/07/26 المحدد لتنظيم المحكمة العليا و عملها و اختصاصها.
– الإختصاص:
  المحكمة العليا محكمة قانون ويمكن أن تكون محكمة موضوع في الحالات المحددة قانونا، وتمارس الرقابة على الأوامر و الأحكام و القرارات القضائية من حيث تطبيقها السليم للقانون واحترامها لأشكال و قواعد الإجراءات.
– تشكيل المحكمة العليا:
• قضاة الحكم :
  − الرئيس الأول،
  − نائب الرئيس،
  − رؤساء الغرف،
  − رؤساء الأقسام،
  − والمستشارين.
• قضاة النيابة العامة:
  − النائب العام،
  − النائب العام المساعد،
  − المحامون العامون.
ويتولى مهام أمانة الضبط لدى المحكمة العليا أمناء ضبط.
– التنظيم الهيكلي للمحكمة العليا:
1- الهياكل القضائية:
أ- رئاسة المحكمة العليا: تسير المحكمة العليا من قبل الرئيس الأول ويتولى بهذه الصفة على الخصوص:
  − تمثيل المحكمة العليا رسميا،
  − رئاسة أي غرفة من غرف المحكمة العليا عند الإقتضاء،
  − رئاسة الغرف المجتمعة،
  − تنشيط و تنسيق نشاط الغرف و أمانة الضبط و الأقسام و المصالح الإدارية للمحكمة العليا،
  − السهر على تطبيق أحكام النظام الداخلي،
  − إتخاذ إجراءات ضمان السير الحسن للمحكمة العليا،
  − ممارسة السلطة السلمية على الأمين العام ورئيس الديوان ورؤساء الأقسام الإدارية والمكلف بأمانة الضبط المركزية والمصالح التابعة لهم.
  يحدث لدى الرئيس الأول ديوان يديره قاض يعين بقرار من وزير العدل حافظ الأختام بناء على اقتراح من الرئيس الأول للمحكمة العليا.
ب- الغرف: تشمل الغرف التالية:
  − الغرفة المدنية،
  − الغرفة العقارية،
  − غرفة شؤون الأسرة و المواريث،
  − الغرفة التجارية و البحرية،
  − الغرفة الإجتماعية،  
  − الغرفة الجنائية.
  − غرفة الجنح و المخالفات.
ويمكن للرئيس الأول بعد إستطلاع رأي النائب العام  تقسيم الغرف إلى أقسام.
  − تفصل المحكمة العليا في القضايا المعروضة عليها بتشكيلة جماعية  تتشكل من ثلاث قضاة على الأقل.
  − تصدر قرارات المحكمة العليا عن إحدى غرفها أو عن الغرفة المختلطة أو عن الغرف المجتمعة.
  • الغرفة المختلطة:
تحال القضايا عليها عندما تطرح قضية مسألة قانونية تلقت أو من شأنها أن تتلقى حلولا متناقضة أمام غرفتين أو أكثر و تتم الإحالة عليها بأمر من الرئيس الأول للمحكمة العليا يحدد فيه لاسيما الغرف المعنية و رئيس الغرفة المختلطة.
  تتشكل من غرفتين على الأقل و تتداول بحضور 15 قاضي على الأقل.
  و في حالة عدم الاتفاق يخطر رئيس الغرفة المختلطة الرئيس الأول للمحكمة العليا الذي يحيل القضية أمام الغرفة المجتمعة.
• الغرف المجتمعة:
  تفصل المحكمة العليا بغرف المجتمعة في الحالة المذكورة أعلاه عند عدم إتفاق الغرفة المختلطة  وكذا في القضايا التي يكون من شأن القرار الذي سيصدر عن إحدى غرفها تغيير الاجتهاد القضائي.
  تنعقد الغرف المجتمعة بأمر من الرئيس الأول للمحكمة العليا إما بمبادرة منه أو بناء على اقتراح من رئيس إحدى الغرف، يرأسها الرئيس الأول و تتشكل من نائب الرئيس، رؤساء الأقسام، عميد المستشارين بكل غرفة، المستشار المقرر، و لا يمكنها الفصل إلا بحضور نصف أعضائها على الأقل و تتخذ قراراتها بأغلبية الأصوات و في حالة تعادل الأصوات يكون صوت الرئيس مرجحا.
ج- النيابة العامة لدى المحكمة العليا: يمثل النيابة العامة لدى المحكمة العليا نائب عام يقوم على الخصوص بما يأتي:
  − تقديم الطلبات و الالتماسات أمام الغرف، والغرفة المختلطة والغرف المجتمعة وعند الإقتضاء الطعن لصالح القانون،
  − تنشيط و مراقبة و تنسيق أعمال النيابة العامة و المصالح التابعة لها،
  − ممارسة السلطة السلمية على قضاة النيابة لدى المحكمة العليا والمستخدمين بها.
  يتولى أمانة النيابة العامة قاضي يعين بقرار من وزير العدل، حافظ الأختام بناء على طلب من النائب العام لدى المحكمة العليا.
2- الهياكل غير القضائية:
أ- أمانة الضبط المحكمة العليا
  تتشكل أمانة ضبط المحكمة العليا من أمانة ضبط مركزية و أمانات ضبط الغرف و الأقسام.
  − أمانة الضبط المركزية: يشرف عليها قاض يعين بقرار من وزير العدل، حافظ الأختام،
  − أمانة ضبط الغرفة: يشرف عليها مستخدم من سلك أمناء أقسام الضبط، يعين بأمر من الرئيس الأول للمحكمة العليا.
ب- مكتب المحكمة العليا و جمعيتها العامة:
− المكتب:
  يرأسه الرئيس الأول للمحكمة العليا و يتشكل من:
  − النائب العام،
  − النائب العام المساعد،
  − رؤساء الغرف،
  − عميد رؤساء الأقسام،
  − عميد المستشارين،
  − عميد المحامين العامين.
   يتولى على الخصوص إعداد مشروع النظام الداخلى للمحكمة العليا والسهر على توحيد المصطلحات القانونية لدى الغرف.
– الجمعية العامة:
  يرأسها الرئيس الأول و تتشكل من جميع القضاة و تتولى لاسيما دراسة المسائل المتعلقة بعمل المحكمة العليا و تقديم الاقتراحات بشأنهاوالمصادقة على مشروع النظام الداخلى للمحكمة العليا.
ج- الهياكل الإدارية للمحكمة العليا: تزود المحكمة العليا بالهياكل الإدارية الآتية:
  − أمانة عامة،
  − قسم الإدارة و الوسائل،
  − قسم الوثائق و الدراسات القانونية و القضائية،
  − قسم الاحصائيات و التحاليل.”